# Deutsches Wörterbuch

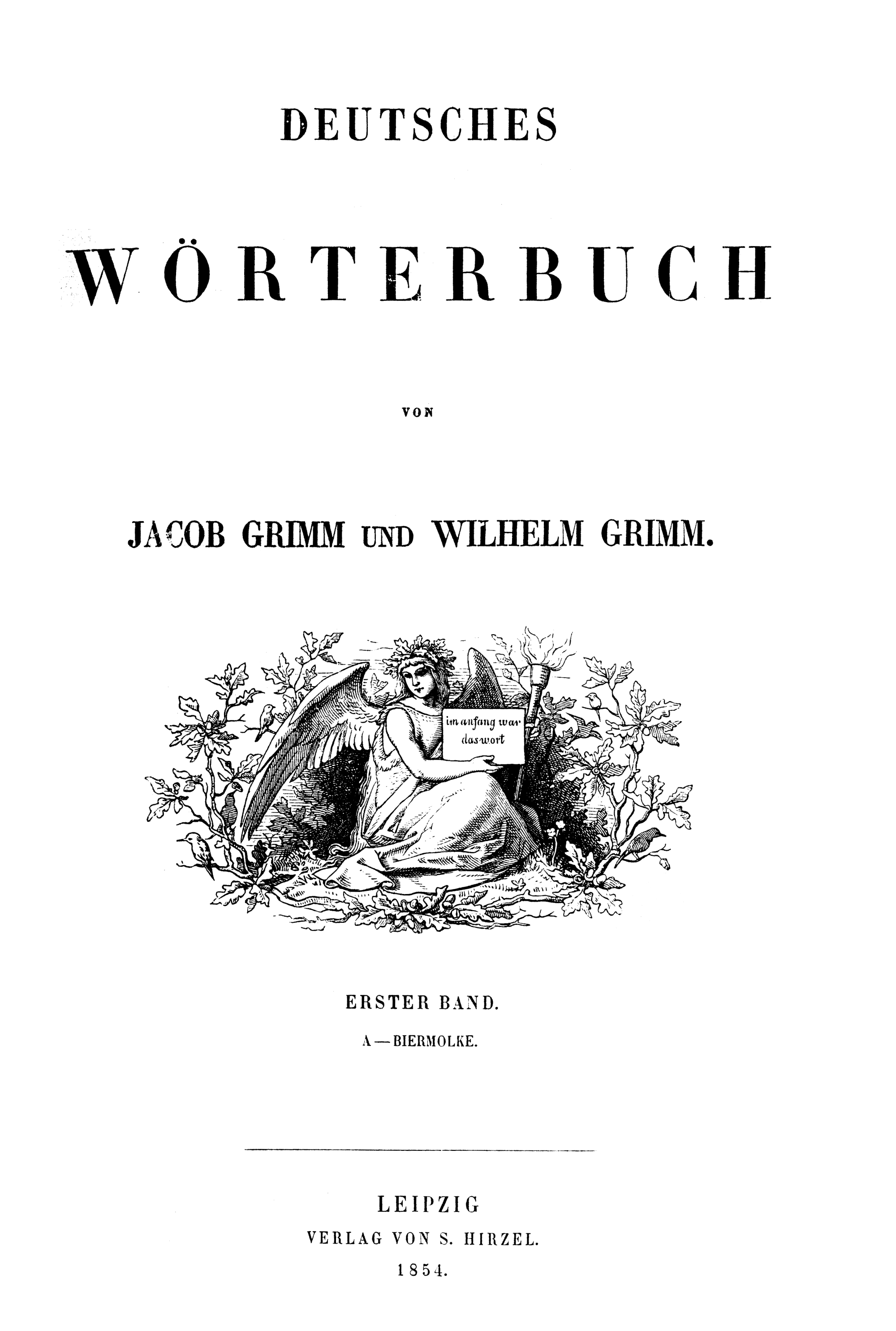
Titulní strana německého slovníku Deutsches Wörterbuch, první vydání

Deutsches Wörterbuch (tj. Německý slovník, označovaný také DWB nebo der Grimm podle svých zakladatelů) je nejvýznamnější výkladový a etymologický slovník německého jazyka. Práce na tomto projektu byla započata bratry Grimmovými v roce 1838, projekt byl úplně dokončen až v roce 1961. Slovník má celkem 32 svazků a obsahuje asi 350 000 hesel. V roce 1971 k němu byly přidány další dodatky. Slovník obsahuje výklady příslušných slov v němčině a latině, dále podrobné informace o jejich etymologii a příklady použití z německé i překladové literatury. Jsou v něm obsažena jak historická, tak soudobá slova. Slovník obsahuje slova ze všech oborů.